# Адміралтейський приказ
Адміралтейський приказ (рос. Адмиралтейский приказ) — головна державна установа Російської імперії яка на початку 18 століття займалася будівництвом, озброєнням та постачанням флоту. В 1696 році виник Адміралтейський двір у Воронежі в складі Володимирського судного приказу після ліквідації якого «адміралтейські та корабельні справи» були передані Ф. М. Апраксіну. При ньому утворився Адміралтейський приказ головним завданням якого було будівництво Воронезького флоту. В 1707 році до Адміралтейського приказу приєднали Військово-морський, який займався особовим складом корабельної служби, та Петербурзьку адміралтейську канцелярію. Також з відомства інгерманландського губернатора до приказу перейшло будівництво Балтійського флоту. В 1712 році функції Адміралтейського приказу були передані Військово-морській канцелярії в Петербурзі, а сам він перетворений на господарчий орган — Московську адміралтейську контору.